# Буждиган, Филипп Филиппович
Филипп Филиппович Буждиган (род. 20 июня 1952 г., Стецева) — украинский политик. Народный депутат Украины III и IV созывов. Бывший 1-й секретарь Ивано-Франковского областного комитета Коммунистической партии Украины.

## Биография
Родился 20 июня 1952 г. в с. Стецева, Снятынского района, Ивано-Франковской области, украинец.
В 1975 году окончил Ивано-Франковский государственный педагогический институт им. В.Стефаника. В 1975-1979 гг. учитель истории и обществоведения в Ровно. В 1979-1991 гг. на партийной работе. В 1989 году окончил Высшую партийную школу при ЦК КПУ.
В 1991—1994 гг. зам. директора фирмы МТК, директор Богородчанского филиала. В 1994—1998 гг. директор фирмы «ФИЛО» (Ивано-Франковская область, пгт Богородчаны). 
Народный депутат Украины III созыва с марта 1998 по апрель 2002 года от КПУ, № 49 в списке. Член Комитета по вопросам экономической политики, управления народным хозяйством, собственности и инвестициям (с июля 1998 г.); член фракции КПУ (май 1998 г.).
Народный депутат Украины IV созыва с апреля 2002 по апрель 2006 года от КПУ, № 57 в списке. Во время выборов: народный депутат Украины, член КПУ. Член фракции коммунистов (с мая 2002 г.), член Комитета по вопросам экономической политики, управления народным хозяйством, собственности и инвестиций (с июня 2002 г.).